# Aeroportul Missoula
Aeroportul Missoula (IATA: MSO, ICAO: KMSO, FAA LID: MSO) este un aeroport din Montana, Statele Unite ale Americii ce deservește zona Missoula⁠(d). Aeroportul a fost tranzitat în 2019 de 907.508 pasageri. A fost numit după zona deservită.
Situat la o altitudine de 977 m, aeroportul dispune de 2 piste.

## Infrastructură

### Piste
Aeroportul dispune de 2 piste. Pista 07/25 are suprafața de asfalt și dimensiunile 4.612 picioare × 75 picioare. Pista 11/29 are suprafața de asfalt și dimensiunile 9.501 picioare × 150 picioare. 